# Pholadidae
Famille
Les pholades (Pholadidae) sont des mollusques bivalves marins dits térébrants. Ils sont parfois appelés dails,.
Ils utilisent leur coquille asymétrique pour s'enfoncer dans le sédiment, forer du bois immergé, ou creuser des loges dans des pierres calcaires, parfois assez dures.
Ils passent leur vie entière dans leur trou, se nourrissant du plancton filtré par leur double siphon.
On a longtemps cru que les genres Martesia et Pholas, qui peuvent creuser des roches calcaires dures, utilisaient un acide pour forer leur niche dans la roche, mais il semble que les dentelures de leur coquille leur suffisent pour creuser la roche.
Pholas dactylus est connu pour sa bioluminescence, et a été étudié par Raphaël Dubois dans le cadre de sa découverte de la luciférine en 1887. Réaumur les avait déjà notés en 1723.

## Caractéristiques
Une relation significative entre le diamètre de l'ouverture du trou et l'âge du pholade a été établie pour trois espèces. La morphologie et la distribution spatiale des trous sont influencés par la dureté du substrat et la densité de la population des mollusques. Il est estimé que les pholades sont capables d'enlever jusqu'à 41 % du substrat du rivage à une profondeur de 85 mm au cours de leur durée de vie qui est d'environ 12 ans. Cette capacité peut compromettre considérablement la stabilité des rivages de roches tendres qu'ils occupent et contribuer à la bioérosion.

## Forage
L'étude du mécanisme de forage chez Pholas dactylus a montré l'existence d'un cycle. Chaque cycle de forage comprend la rétraction de la coquille jusqu'à la base du trou et l'abrasion des parois par des mouvements de la coquille. Chaque cycle de forage est suivi d'une légère rotation de l'animal dans le terrier dans le sens des aiguilles d'une montre et dans le sens inverse, tandis que les siphons sont simultanément rétractés et rallongés.

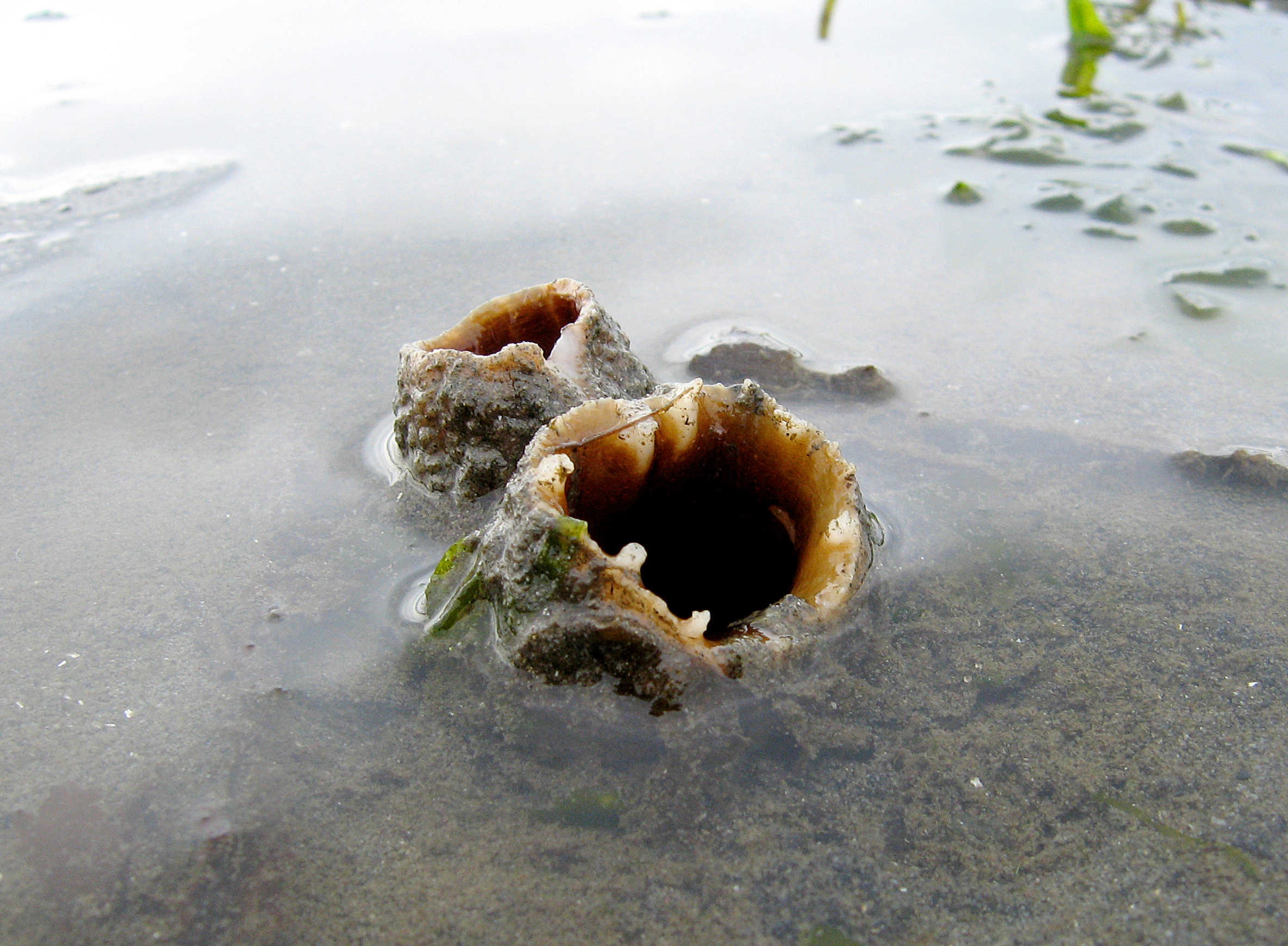
Les pholades respirent et se nourrissent au moyen d'un double siphon.

## Liste des genres
- Barnea Risso, 1826
- Chaceia Turner, 1855
- Cyrtopleura Tryon, 1862
- Diplothyra Tryon, 1862
- Jouannetia (zh) Desmoulins, 1828
- Martesia G. B. Sowerby I, 1824
- Netastoma (sv) Carpenter, 1864
- Nettastomella Carpenter, 1865
- Parapholas Conrad, 1848
- Penitella (sv) Valenciennes, 1846
- Pholadidea (en) Turton, 1819
- Pholas Linnaeus, 1758
- Xylophaga (sv) Turton, 1822
- Xyloredo (sv) Turner, 1972
- Zirfaea Gray, 1842